# 高橋李枝
高橋 李枝（たかはし りえ、1981年12月29日 - ）は、群馬県出身のシンガーソングライター。

## 来歴
群馬県内各地でダンスインストラクターを務める傍ら、カフェを中心にライブ活動を続け、2006年8月8日に「ありがと」でCDデビュー。同年12月13日に発売された2ndシングル「TRY」はユナイテッド・シネマ前橋の創業記念に作製された「TRY－トライ－」の主題歌・挿入歌となっている。
2008年1月26日にはファーストアルバム「Rose tinted glasses」をハンプティーダンプティーで先行発売し、4曲目に収録されている「ARIGATO｣は、2009年に太田商工会議所青年部主催制作映画「ソースが恋」の主題歌に起用。
同年4月25日3rdシングル「KAZAMIDORI」をリリース。
2010年2月7日に発売の「孤星－GU-SHIN－」は、群馬県前橋市の「わたしがつくるわたしの舞台」主催制作映画「虹の街」の主題歌として起用された。

## 音楽活動経歴
2006年8月8日 1stシングル「ありがと」で全国CDデビュー
2006年12月13日 2ndシングル「TRY」発売
2007年 ユナイテッドシネマ前橋 開業記念映画『ＴＲＹ―トライ―』の主題歌＆挿入歌に起用される
2007年 高崎シティーギャラリー ホール 1回目のワンマンライブを実施
2007年 高橋李枝＋WRISTBAND（プラスリストバンド）結成
2007年 国内カフェの他、イギリスやロンドン、カナダでライブ活動
2008年1月26日 ファーストアルバム「Rose tinted glasses」をハンプティーダンプティー（雑貨店）にて先行発売、2店舗でインストアライブ 実施
2008年4月公開 太田商工会議所青年部主催制作映画「ソースが恋」の主題歌に「ARIGATO」が起用される
2008年1月26日 群馬県民会館 2回目のワンマンライブ実施で500人(満席)を動員
2009年11月29日 高崎club FLEEZ 3回目のワンマンライブ実施
2010年2月7日 ミニアルバム「孤星　GU-SHIN」発売
2010年2月公開 映画「虹の街」に主題歌として「孤星　GU-SHIN」起用される
2010年5月 エフエム群馬 企画イメージソング(ジングル）起用される
2010年10月17日 太田商工会議所青年部主催制作 映画『タイムマシンカー』初公開。主題歌「hane（はね）」起用される
2010年10月24日 5thシングル「hane･ありがと」紀伊國屋書店前橋店、ハンプティーダンプティー全店にて発売。

## ディスコグラフィ

### シングル
1. ありがと（2006年8月8日）
  1. ありがと
  2. 明日
2. TRY（2006年12月13日）
  1. TRY
  2. I'm on a cloud
  3. Tea Time
  4. ドライバー
3. KAZAMIDORI（2009年4月25日）
  1. カザミドリ
  2. だから
  3. 涙の粒
  4. カザミドリ（Instrumental ver.）
4. CLAP（2009年8月8日）
  1. CLAP
  2. ピンクとシロとミズイロのソラ
  3. 底辺欠ける高さ
5. hane（はね）･ありがと（2010年10月24日） with 黒澤 健
  1. hane（はね）
  2. ありがと
  3. hane（はね）（Instrumental ver.）
  4. ありがと（Instrumental ver.）

### アルバム
1. Rose tinted glasses（2008年1月26日）
  1. イロメガネ～Rose tinted glasses～
  2. 今だけ寂しい
  3. Tea time
  4. ARIGATO
  5. おめでとうソング
  6. ポケット
  7. 明日
  8. 糸
  9. おやすみ
  10. ありがと（Bonus track)

### ミニアルバム
1. 孤星 GU-SHIN（2010年2月7日）
  1. 孤星 GU-SHIN
  2. Friday Night
  3. Skid-1
  4. 弱肉今日食
  5. Skid-2
  6. AKANE